# Parque de la China
El Parque de la China (antes conocido como Bosque de la China) es un parque público localizado en la colonia Clavería de la alcaldía Azcapotzalco de la Ciudad de México. Colinda con la colonia Obrero Popular y está cerca de la Avenida Cuitláhuac.

## Historia

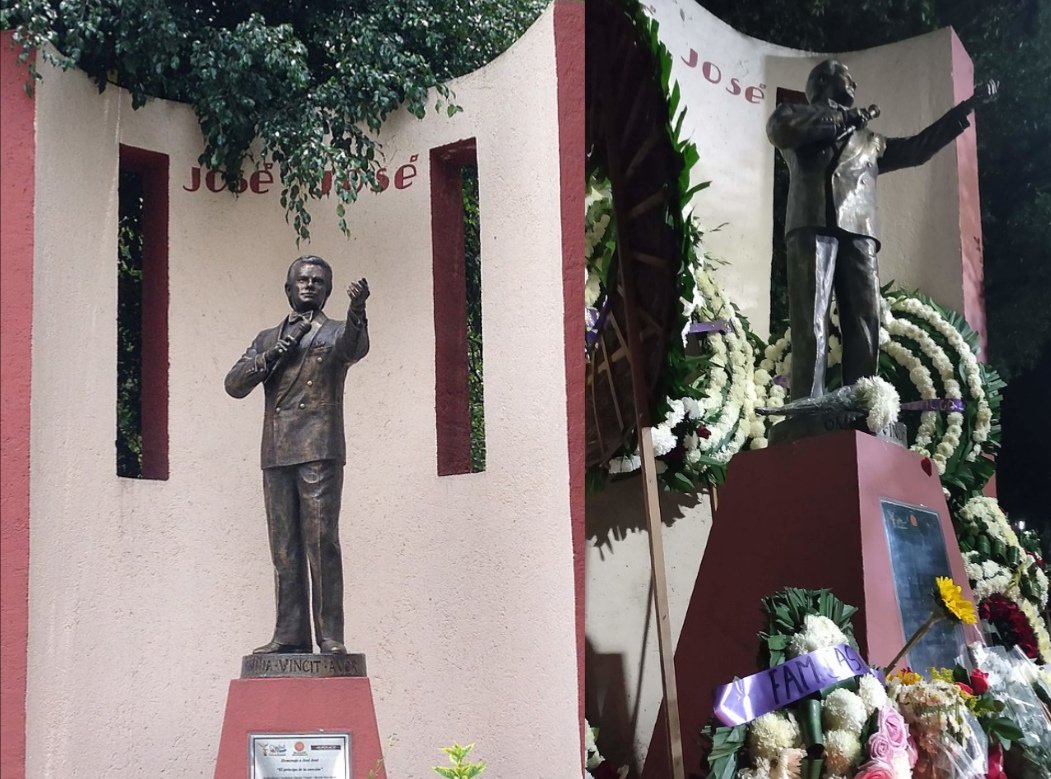
Estatua en honor a José José, quien nació en esta zona. A la izquierda, la estatua; a la derecha, adornada con flores tras su fallecimiento en septiembre de 2019.

Los terrenos donde se ubica actualmente la colonia Clavería pertenecieron a la familia Matsumoto, reconocidos floristas en México. En aquella época, la zona era extensa y abundante en vegetación y árboles, razón por la cual se le conocía como el Bosque de la China. Hasta hace algunos años, era común ver ardillas desplazarse entre las ramas de los frondosos árboles.
En la actualidad, el parque de la colonia funciona como un espacio cultural y recreativo. Cuenta con áreas para el ejercicio físico, zonas de juegos infantiles y espacios para actividades comunitarias, como exposiciones gastronómicas de distintos estados de la República Mexicana.
El parque alberga un quiosco central, construido con motivo de la visita del entonces presidente José López Portillo. También dispone de caminos de grava y tierra para correr o caminar, así como áreas con aparatos de ejercicio al aire libre. En el lugar se encuentra una estatua del cantante José José, quien pasó su infancia en esta colonia. Además, su proximidad a la zona comercial de Clavería lo convierte en un punto de encuentro frecuente. En el parque también se realizan reuniones de Boy Scouts, y los domingos se ofrecen talleres de manualidades para niños y adultos.